# 6K型电力机车
6K型电力机车是中华人民共和国铁道部於1980年代为满足陇海铁路郑州至宝鸡段電氣化鐵路需要、通过国际招标方式向日本川崎重工业、三菱电机订购的电力机车车型，共计85台，全部配属郑州铁路局洛阳机务段使用。6K型电力机车为六轴相控交—直流传动电力机车，采用Bo-Bo-Bo轴式、三段不等分半控桥调压电路、复励牵引电动机、微机控制系统。

## 发展历史

### 背景
1970年代，随着中日关系正常化，为了加强中日之间经济交流与合作，时任日本首相大平正芳于1979年12月访华期间，正式提出对华提供日元贷款，支持中国现代化，从此开启了对华政府开发援助的大门。从1980年开始，中华人民共和国铁道部开始利用日元贷款，大规模投资铁路建设、设备改造，以扩大铁路运输能力。1984年10月26日，中日两国政府在东京签订第二批日元贷款第一年度（1984年）贷款协议，贷款金额为1578亿日元，其中的铁路项目包括陇海铁路郑州至宝鸡段的复线电气化工程，是中国第七个五年计划期间重点铁路技术改造项目之一。根据贷款需要，中国政府聘请日本国际协力事业团（JICA）对陇海铁路郑宝段复线及电气化项目进行调查，并由日方最终完成分析报告；设备采购要根据日本海外经济协力基金（OECF）贷款项下的采购指南及贷款协议有关规定进行，在绝大多数情况下要求采用国际竞争性招标方式。

### 引进

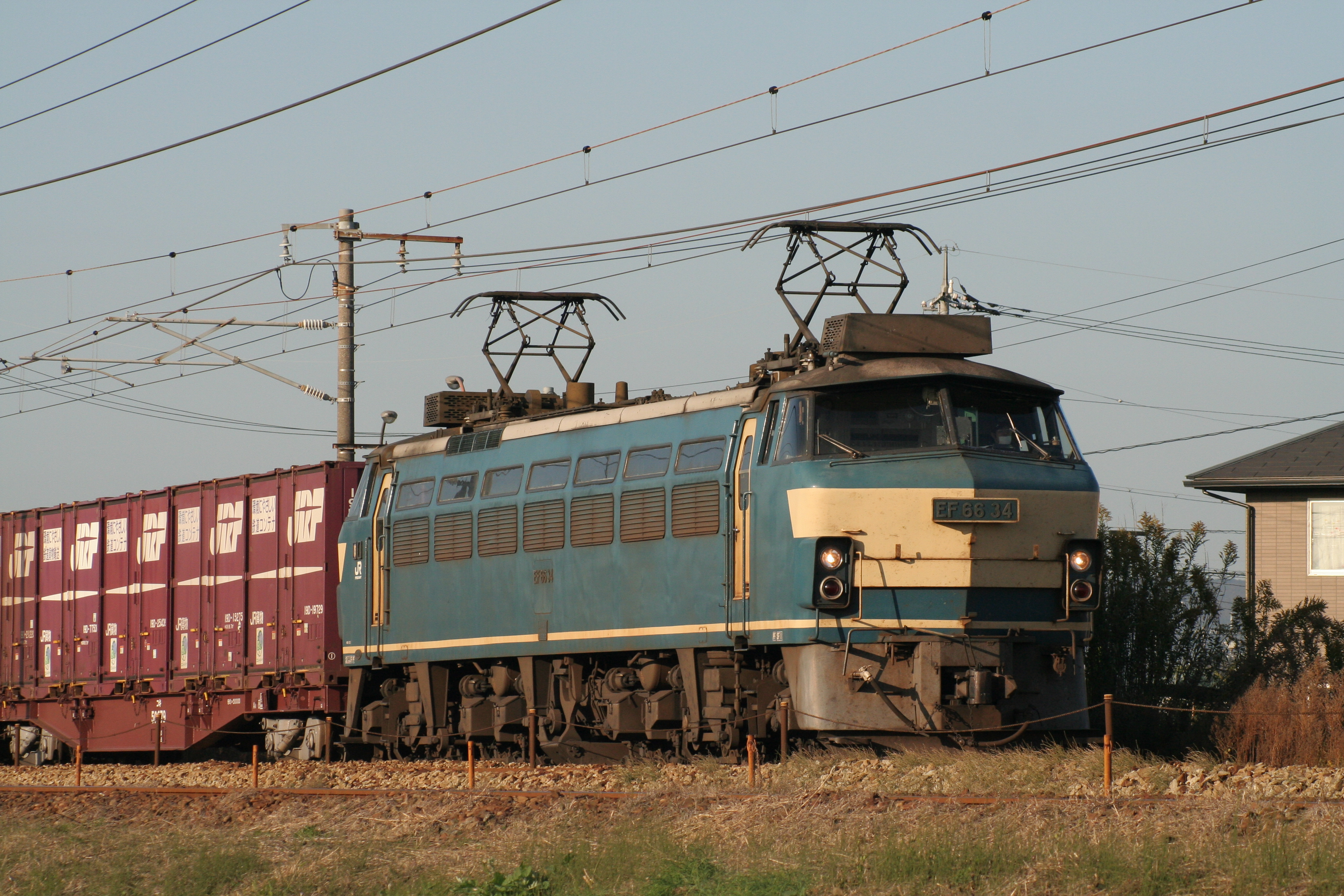
EF66型电力机车

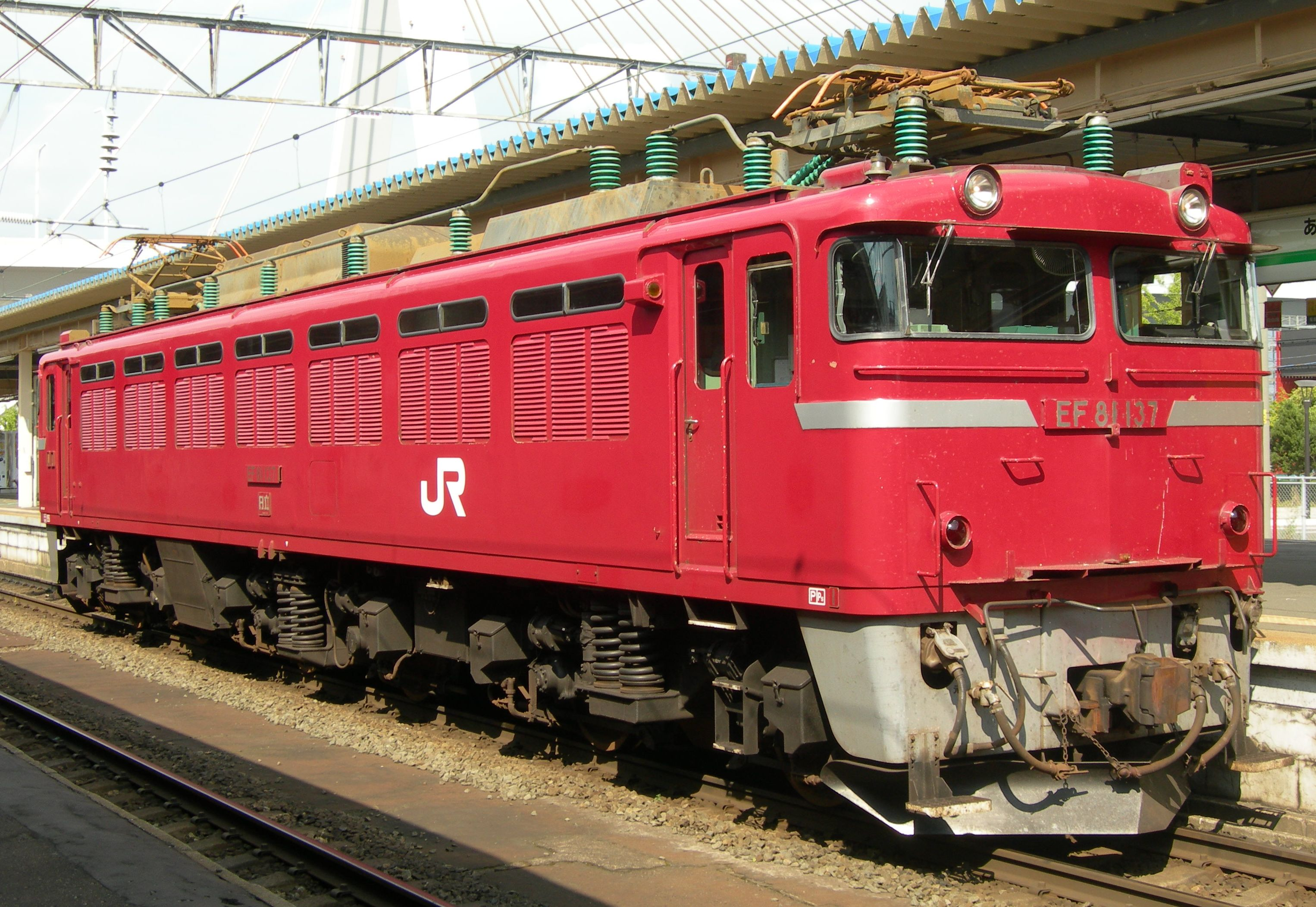
EF81型电力机车

为采购用于陇海铁路郑宝段电气化铁路的电力机车，中国铁道部于1986年展开了电力机车的国际招标项目，成为继8K型电力机车之后第二种按照中国铁道部招标书要求、通过国际招标引进的中国铁路机车；对于机车选型，主要考虑是要满足近期铁路货运的牵引要求、质量上可靠耐用，并对国产电力机车有借鉴作用。铁道部通过中国机械进出口总公司向世界著名的机车制造公司发出招标书，参加招标的公司包括瑞典、日本、瑞士等国家的机车制造商。经过谈判和评标后，中国正式向日本三菱电机和川崎重工业订购85台6K型电力机车，交易总额达240亿日元。在机车型号中，“6”代表六轴，“K”代表可控硅整流。
6K型电力机车由川崎重工业、三菱电机联合设计制造，三菱电机伊丹制作所提供电气部件，川崎重工业兵库工厂提供机械部分并进行总组装，此外住友金屬工業也负责提供车轴，川崎重工业内部代号为K6，意为川崎重工业公司第六款出口机车。机车设计图纸经中方审定后，由中方派出人员赴工厂执行监造工作，对机车部件的加工工艺、生产流程、整机组装等进行质量管理。6K型电力机车为六轴相控交流电力机车，为适应陇海铁路郑宝段部分区段小半径曲线多、坡度大的运行条件，6K型机车选用了Bo-Bo-Bo的机车轴式，有别于中国国产电力机车传统的Co-Co轴式。6K型机车基本继承了日本电力机车的传统设计和技术，其中电气部分参考了日本国铁的ED75型500番台、ED77型电力机车的多段桥相控整流电路；机车车体和转向架等机械部分参考了EF66型、EF81型电力机车的设计。

### 运用
首台6K型机车於1987年7月底运抵中国，并于同年11月至1988年3月期间对机车进行整车性能的型式试验，这项试验由日方委托铁道部科学研究院，在北京环形铁道进行。经验收试验后，发现6K型机车有五项部件未能符合合同规定的质量要求，经交涉后日方承认责任并负担赔偿，总赔偿额超过41亿日元；其中最显著的问题为牵引电动机故障，首批6K型电力机车投入运行不久，就出现许多牵引电机环火、换向器异常等故障，严重影响了机车的正常运行，最终三菱电机承认了电机结构上存在的缺陷，同意赔偿并更换了所有机车的牵引电机。

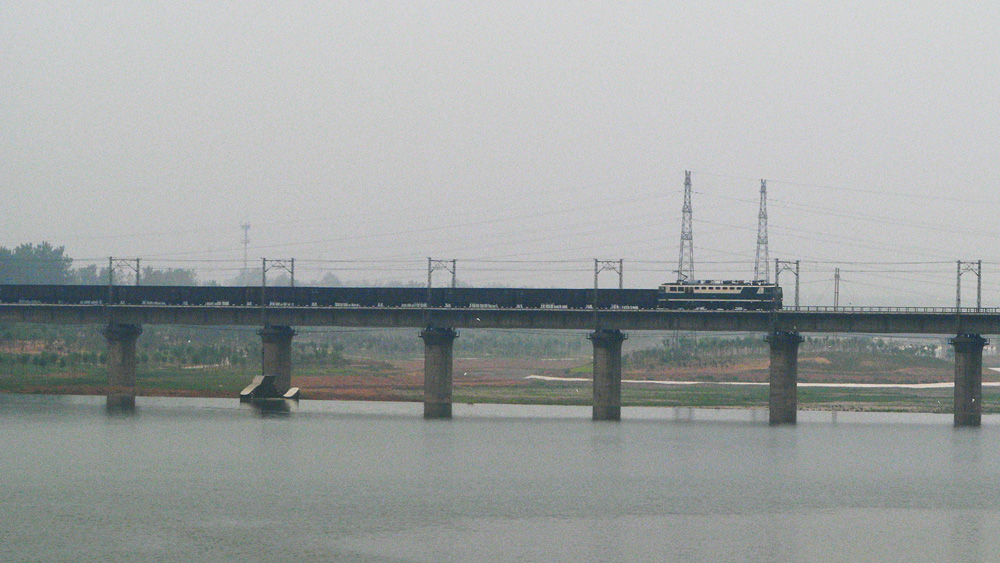
由6K型电力机车牵引一列货物列车运行在焦柳铁路伊河大桥

80台6K型电力机车于1987年至1988年间分批运抵中国，全部配属郑州铁路局洛阳机务段，担负陇海铁路郑州（郑州北）—洛阳—三门峡西区段的客货列车牵引任务，成为此后20年间该区段的主力电力机车车型之一。至2000年代末，6K型机车不但用于担当陇海铁路郑州北至新丰镇段的货运列车交路，同时还负责华山至洛阳段客运列车交路和洛阳至嘉峰段客运列车交路。2009年12月底，焦柳铁路洛阳至张家界区段电气化改造工程全线完工，洛阳机务段从2010年3月起使用6K型、韶山6型电力机车担当牵引洛阳北（关林）至襄樊北间的货物列车，大部分6K型机车从陇海铁路调至焦柳铁路使用。
2013年下半年，由于机车经过长时间运用而老化严重，洛阳机务段开始批量报废6K型电力机车。2014年3月21日，随着嘉峰至洛阳的6918/6919次旅客列车到达洛阳站，亦标志着6K型电力机车完成最后一次牵引任务。6K型电力机车在中国铁路服役的27年间，平均每台机车走行396万余公里。6K型电力机车停运报废后，焦柳线货物列车均改由韶山4型电力机车担当，嘉峰至洛阳的普通旅客列车亦改由HXD3型电力机车牵引。

### 影响
在1980年代中国从国外引进的8K、6K、8G型三种电力机车车型之中，6K型机车是技术较先进的车型之一；根据中国要求，三种机车均采用Bo二轴转向架为基础、单轴功率800千瓦、最高速度100公里/小时、以发挥牵引力为主的交—直流电传动电力机车。6K型电力机车的Bo-Bo-Bo轴式转向架、C级绝缘复励牵引电动机、多处理器微机控制系统等先进技术对当时中国国产电力机车而言均为国内首见。这些先进技术的引进和国产化，对后来中国国产电力机车发展造成重要影响。
1992年，通过消化吸收6K、8K型电力机车技术，大同机车厂与株洲电力机车研究所成功试制了韶山7型电力机车。韶山7型机车大量采用了6K型电力机车的技术，其Bo-Bo-Bo轴式转向架、复励牵引电动机、Z型低位拉杆牵引装置等均直接借鉴自6K型机车；大同厂并在韶山7型基础上，先后研制了韶山7B型、韶山7C型、韶山7D型等一系列电力机车，以及ZD111、ZD120A型等复励牵引电动机。而株洲电力机车厂通过学习6K型电力机车的主电路系统，将不等分三段桥晶闸管相控调压技术广泛应用于韶山3型4000系、韶山4改型、韶山4B型、韶山6B型、韶山8型等国产电力机车。此外，6K型电力机车使用的法维莱LV-2600型受电弓，由于重量轻、特性稳定、故障率低，因此也成为国产化的对象，被广泛用于中国“韶山”系列电力机车。

## 技术特点

### 总体布置

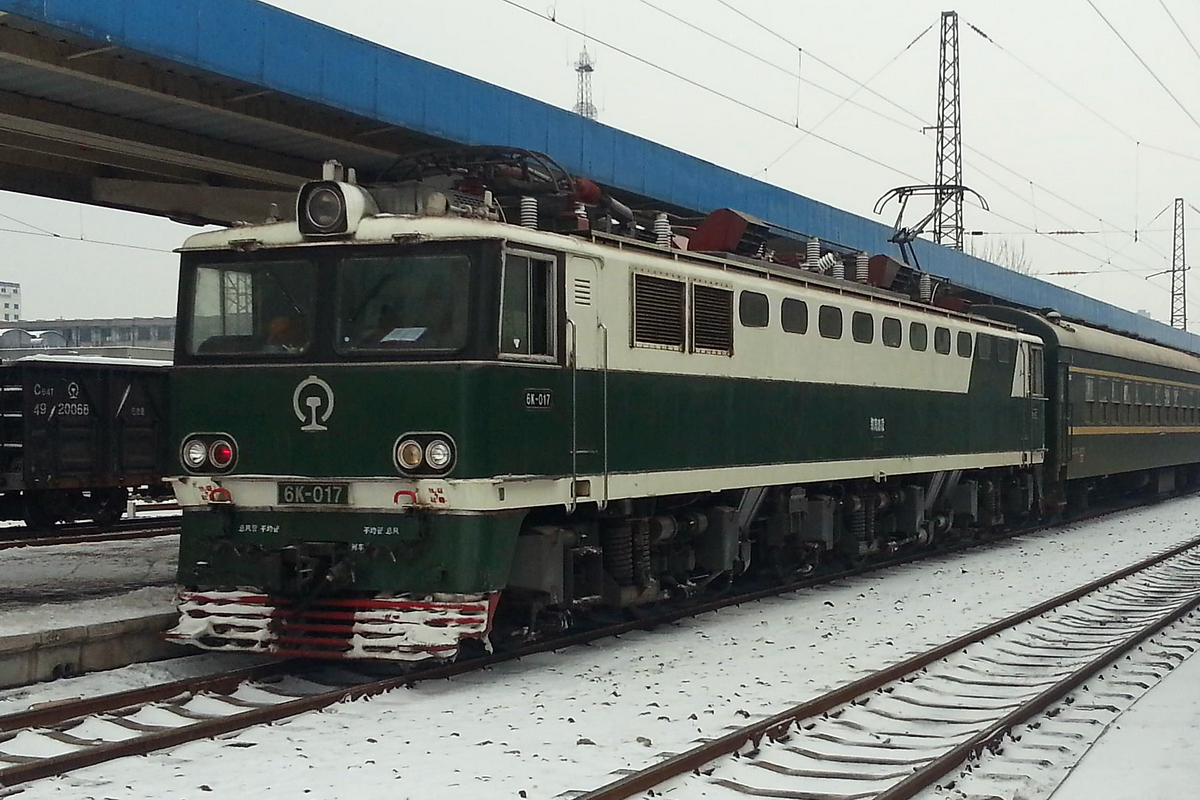
6K型017号电力机车

6K型电力机车是六轴干线客货运通用电力机车，采用近似Z字型内走廊，设两端司机室，车内主要设备以模块化集中安置；主要电器设备以机车最重设备主变压器为中央；车顶两端各装一台法国法维莱公司的LV2600型单臂式受电弓；车顶中部装有真空断路器、电压互感器、避雷器等高压电气设备。机车总体设备布置采用平面不对称布置，有别于中国国产电力机车传统的平面斜对称布置方式，不对称方式虽然令机车整体结构紧凑、节省空间，但必然带来重量分配不均衡的问题，为此6K型机车在两端司机室底部均装有压铁，以均衡轴重。6K型机车设有空气制动机，基础制动采用双侧闸瓦踏面制动，电制动采用加馈电阻制动。
6K型机车采用独立通风冷却系统和独立专用风道，进风口设置在车顶上通过专用通道直接送向主变压器、整流柜、牵引电动机等设备，令机械间不会出现负气压。通风系统设有惯性过滤器，并有自动排尘装置，具有较高的空气净化能力，减少电气部件积尘，这对位于黄土高原的陇海铁路郑宝段尤其重要。机车持续功率4800千瓦，最高时速为100公里。

### 电路系统
6K型电力机车是交—直流电传动的单相工频交流电力机车。机车主电路采用晶闸管三段不等分半控桥的调压方式。与四段经济半控桥相比，其优点是无开关冲击并简化了电路；与两段半控桥相比，其优点是功率因数较高，在四分之一额定功率以上的平均功率因数比两段半控桥高3%，二分之一额定功率以上的平均功率因数比两段桥高5.5%。变压器次级的每组两个绕组分为三段，其电压分别为600伏特、300伏特、300伏特，调压时首先开放600伏特的半控桥，然后再依序开放第二段（300伏特）和第三段（300伏特）半控桥。通常第三段用于恒压控制，即其开放的程度取决于网压的高低，且受牵引电动机额定电压的限制。
6K型电力机车虽然拥有三组转向架，但在主电路中只有两组，中间转向架上的两台牵引电动机分属前后两组，机车牵引时向两组各三台牵引电动机并联供电，有利于充分发挥粘着、防止发生空转。每台转向架装有两台三菱电机设计制造的MB-530-AVR型复励直流牵引电动机，为六极中电压脉流电动机，持续功率800千瓦，设有无级磁场削弱，也是中国铁路机车使用的第一种C级绝缘、复励牵引电动机。复励电动机具有他励绕组，牵引工况下空转时，不会失去他励磁场，因此再粘着特性较好。但由于复励电动机的磁通是由并励和串励两个励磁绕组共同产生，以磁场倒向方式改变转子旋转方向就比较复杂，因此6K型电力机车运行方向的转换是依靠转换电动机电枢引出端来完成。
为提高相控电力机车的功率因数，6K型机车主电路还设有四组功率因数补偿装置，采用LCR三次谐波滤波器，每两组由一台微机进行控制，通过在主电路中投入或切除电容器来提高机车的功率因数。机车辅助电路采用两台旋转式劈相机，向空气压缩机、通风机、冷却油泵、司机室空调和辅助发动机供电。其中辅助发动机用于向机车控制电路独立供电，这种特殊的隔离供电方式能够减少由电网造成干扰，提高机车微机控制系统的稳定性。

### 转向架

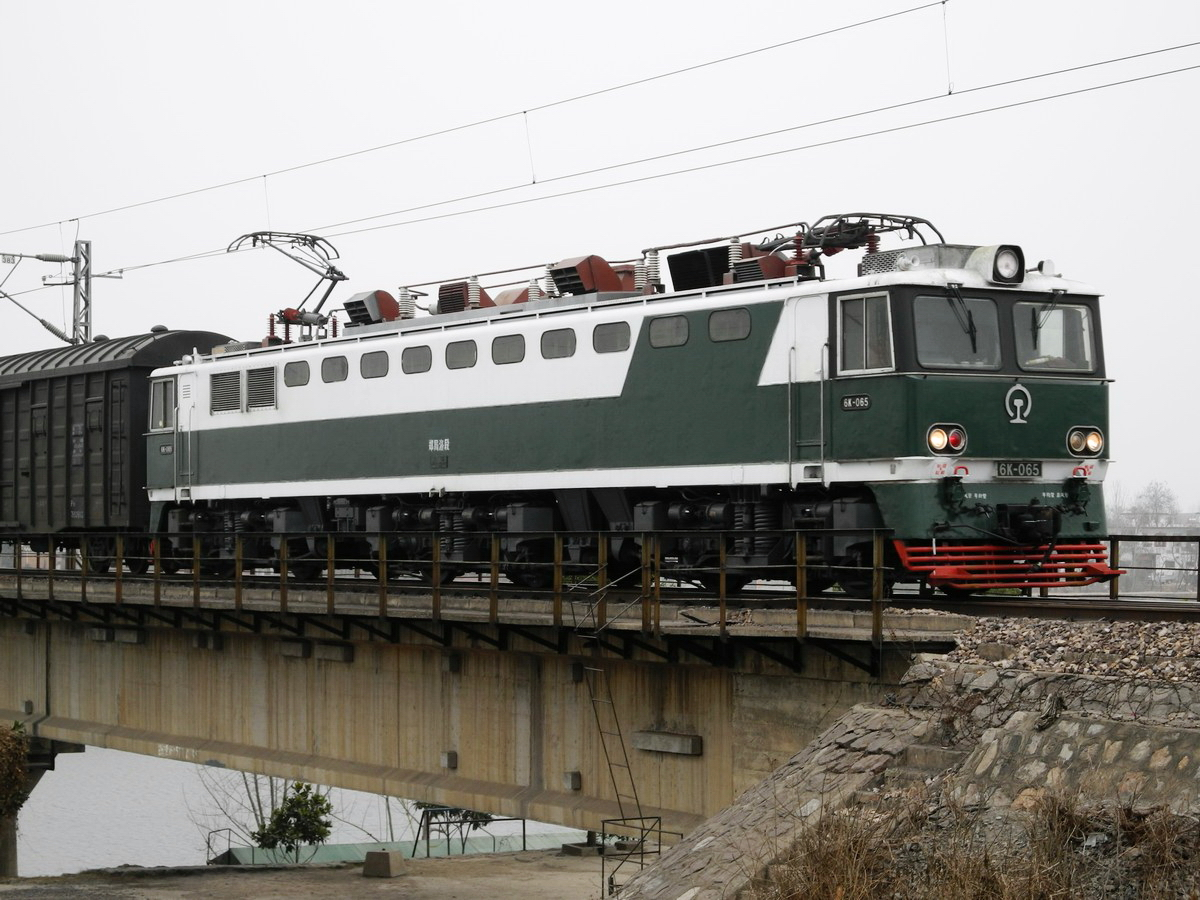
6K型065号电力机车牵引货运列车运行在焦柳铁路

机车走行部为三台二轴DT129转向架，所有车轴均为动轴，机车轴式Bo-Bo-Bo（3Bo）。机车固定轴距较短，曲线通过性能好。6K型机车转向架是由日本国铁EF81型电力机车的DT138、DT139型转向架改进而成，为无两端横梁的H形构架、旁承弹簧承受车体载荷的无摇枕转向架。
中间转向架有其特殊性，相对于车体有多达230毫米的横向偏移量，以便通过小半径曲线，并采用了与两端转向架不同的滚动轴承摩擦式拉杆摇枕的支承结构与车体联接，因此无法与两端转向架互换使用。机车并采用了日本3Bo机车传统的Z型低牵引拉杆传动方式，车体上有六个牵引拉杆座，通过六根牵引拉杆分别与三台转向架呈“Z”形联接，两端转向架牵引点交于轨面，有利于通过曲线和减少轴重转移，辅之以电气轴重转移补偿，能获得较高的粘着性能。一系悬挂采用轴箱螺旋弹簧与弹性连杆的独立悬挂结构；二系悬挂采用螺旋弹簧系统、橡胶元件和油压减震器的组合，中间转向架并设有摩擦式滚动摇枕。牵引电动机采用滚动轴承抱轴悬挂结构、单边直齿传动。

### 控制系统
6K型电力机车是中国铁路第一种实现全微机控制的电力机车，机车控制与保护系统全部采用了微机控制。每台6K型机车设有两套PHAI-16微机控制装置，“PHAI”四个字母分别代表高功率因数（High Power-factor）、低谐波电流（Low Harmonics）、高粘着控制（High Adhesion）、改善（Improvement）。两套微机控制装置分别控制前后两组各三台牵引电动机，每套微机装置设有四个中央处理器执行不同的任务，其中两个为16位英特尔8086中央处理器，分别用于计算机车控制特性和晶闸管触发；另外两个为8位英特尔8085中央处理器，分别用于记录和传输故障信息。
与同期法国进口8K型電力機車的MICAS微机系统相比，6K型机车的PHAI-16微机系统虽然在硬件上落后了一代，但功能上比MICAS系统更为全面，具有恒速控制、恒压控制、功率因数补偿控制、高粘着控制、过无电区控制、故障显示与记忆、自我诊断等功能，当机车某部分发生故障时能够通过司机控制台上的故障指示器显示故障的元件。

### 技术问题
6K型电力机车最显著的问题是牵引座裂纹，从1993年开始发现且逐年递增，随着牵引定数的增加，发现的裂纹从2000年代起急剧增加。6K型机车车体上有六个牵引拉杆座，通过六根牵引拉杆与转向架连接，用于传递牵引力和制动力。由于牵引座自身结构缺陷、各牵引座受力不均衡、且机车长期处于超负荷运行状态，导致牵引座与车体之间的焊缝受到最大的应力，非常容易出现疲劳裂纹。洛阳机务段一直对6K型机车牵引座进行结构加强，控制裂纹的出现，但仍无法根治问题。
6K型机车投入运用初期，因列车折角塞门被关闭而机车又不能及时地使用电阻制动，导致在1989年和1992年先后两次在三门峡的长大下坡道发生列车运行失控、颠覆的重大事故，颠覆车辆89辆，机车报废一台、小破两台，直接经济损失达1500万元人民币。在列车运行途中，司机一旦发现列车折角塞门被关闭，往往采取紧急措施迫使列车停车，按照6K型机车原设计的控制电路，当使用紧急制动时将同时切除机车的牵引和电阻制动电路，导致无法使用电阻制动，列车面临失控的危险。为消除此安全隐患，洛阳机务段自1995年起对6K型机车控制电路进行改进，确保机车实施紧急制动时仍然能使用电阻制动抑制车速。
6K型机车以油循环强迫风冷方式进行冷却，变压器油温过高是该型机车的常见问题之一。透过改善检测形式及加强清理积尘等，使因变压器油温过高而导致的机破问题得以避免。

## 机车命名

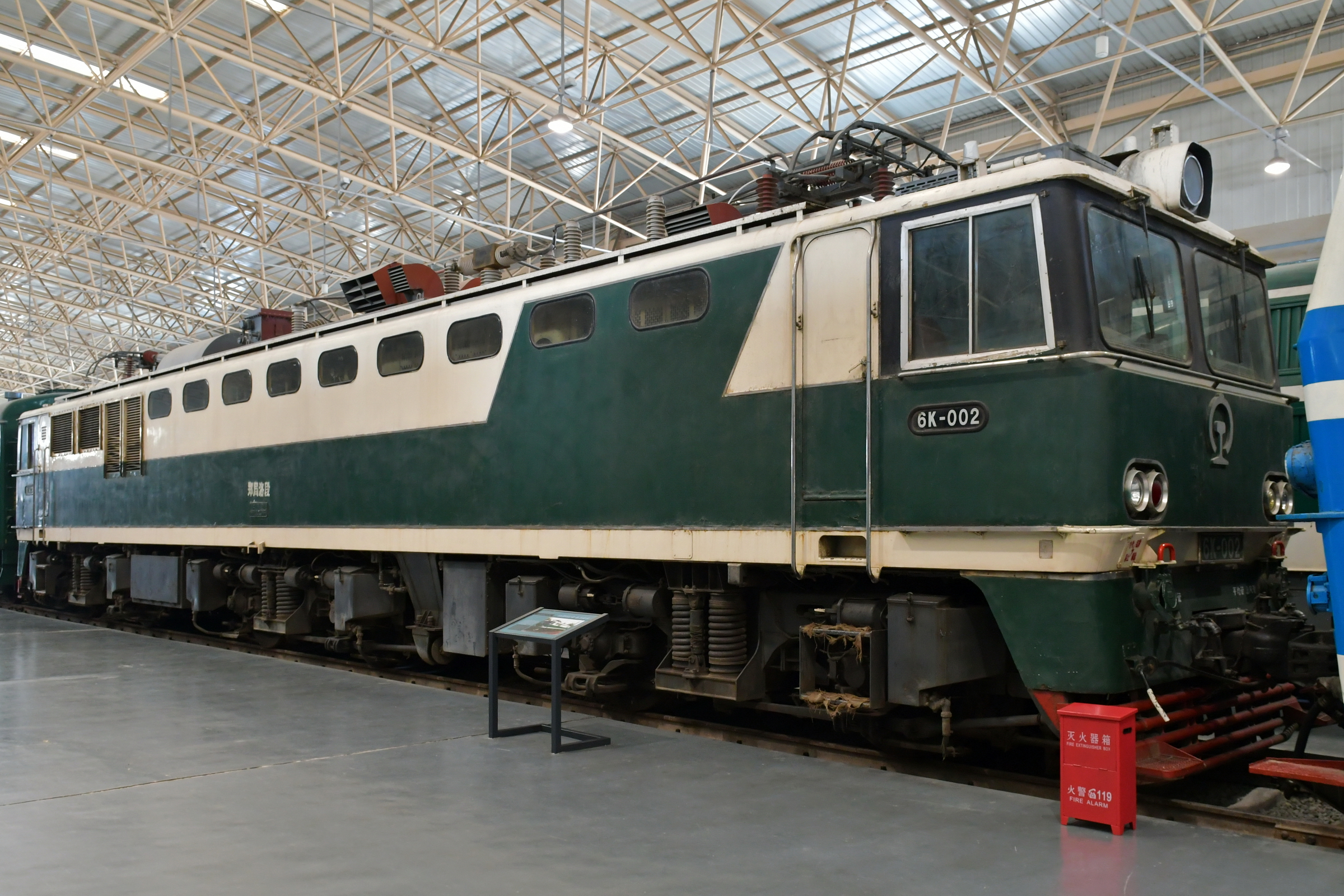
收藏于中国铁道博物馆的6K型002号机车

| 机车编号 | 名称       | 备注   |
| -------- | ---------- | ------ |
| 6K-050   | 先锋号     | 已摘牌 |
| 6K-059   | 共青团号   | 已摘牌 |
| 6K-061   | 五一标兵号 | 已摘牌 |
| 6K-066   | 民兵号     | 已摘牌 |

## 车辆保存
- 6K型001号机车，2014年退役后，存放在洛阳折返段内。
- 6K型002号机车[a]，2014年退役，同年4月交付中国铁道博物馆永久收藏。

## 重大事故
- 1989年6月28日上午8时52分，郑州铁路局洛阳机务段6K型010号机车，牵引1905次货物列车经由陇海铁路下行线运行至三门峡至贺家庄的下坡区段间，因折角塞门关闭导致列车空气制动失效，同时司机错误使用紧急制动，主断路器分断后机车失去了总电源，机车电阻制动无法使用，导致列车彻底失去制动能力。失去控制的1905次列车运行至三门峡市境内贺家庄站东侧立交桥处时，列车后半段脱轨颠覆，而列车前半段直接和前方3103次货物列车的尾部相撞，1905次货物列车全列脱轨颠覆，3103次货物列车9节车厢脱轨颠覆[19]。事故造成4人死亡、13人重伤，6K型010号机车和39辆货车报废，中断陇海铁路上下行行车61小时，上行线于6月29日上午恢复通车，下行线于30日晚上修复通车[20]。此次放飏事故的直接原因是机车紧急制动系统的固有隐患所造成，在仅仅三年之后6K型机车又在相近地点发生性质相同的严重事故。
- 1992年10月21日凌晨零时12分，洛阳机务段6K型019号机车牵引1701次货物列车（51节车厢）并附挂6K型009号机车，经由陇海铁路下行线运行至三门峡市境内庙沟站的下坡区段间，因列车机后第三位油罐车其中一端折角塞门关闭，致使列车空气制动失灵而机车又不能及时地使用电阻制动，司机发现列车制动失效后立即通知交口站要求上避难线，列车于零时17分进入避难线后脱轨颠覆。事故造成货车报废27辆、大破4辆、小破13辆，两台机车小破，中断陇海铁路下行正线行车41小时5分，构成行车重大事故[21]。
- 2006年6月7日晚上8时5分，洛阳机务段6K型002号机车牵引84855次货物列车经由陇海铁路运行至灵宝市境内故县至豫灵间，一辆满载金矿粉的25吨载重汽车从一座公路铁路立交桥上坠落，砸断陇海铁路上下行铁路供电接触网，84855次列车停车不及与坠落在铁路的汽车正面相撞，事故造成一人死亡，中断陇海铁路上下行行车近6个小时[22][23]。由于牵引座修复困难，洛阳机务段决定报废6K型002号机车，置于三门峡西折返段内并拆除了所有可使用的零件，并将6K型009、002号机车车号互换。

## 参看
- EF81型电力机车
- 8K型电力机车
- 8G型电力机车
- 韶山6型电力机车
- 韶山7型电力机车